# Lychnorhiza lucerna
Lychnorhiza lucerna är en manetart som beskrevs av Ernst Haeckel 1880. Lychnorhiza lucerna ingår i släktet Lychnorhiza och familjen Lychnorhizidae. Inga underarter finns listade i Catalogue of Life.